# Trust solium
Genre
Espèce
Synonymes
- Theridion solium Benoit, 1977

Trust solium, unique représentant du genre Trust, est une espèce d'araignées aranéomorphes de la famille des Theridiidae.

## Distribution
Cette espèce est endémique de l'île de Sainte-Hélène.

## Description
La carapace du mâle holotype mesure 1,1 mm de long sur 0,8 mm et l'abdomen 1,5 mm de long.
La femelle décrite par Sherwood et al. en 2024 mesure 3,19 mm.

## Systématique et taxinomie
Cette espèce a été décrite sous le protonyme Theridion solium par Benoit en 1977. Elle est placée dans le genre Trust par Sherwood et al. en 2024.
Ce genre a été décrit par Sherwood, Marusik, Wilkins, Ashmole et Ashmole en 2024 dans les Theridiidae.

## Publications originales
- Benoit, 1977 : « Fam. Theridiidae. La faune terrestre de l'île de Sainte-Hélène IV. » Annales du Musée Royal de l'Afrique Centrale, Tervuren, Belgique, Série in Octavo, Sciences Zoologiques, vol. 220, p. 131-152.
- Sherwood, Henrard, Jocqué, Fowler, Marusik, Maddison, Harvey, Hormiga, Rheims, Piacentini, Peters, Stevens, Joshua, Scipio-O’Dean, Ellick, Wilkins, Ashmole & Ashmole, 2024 : « Annotated checklist of the spiders of Saint Helena, with new records, descriptions of unknown sexes, new and restored genera, and two new species (Araneae: Araneomorphae). » Arachnology, vol. 19, no 9, p. 1218-1291.